# Ron Palillo
Ron Palillo, né le 2 avril 1949 à Cheshire (Connecticut) et mort le 14 août 2012 à Palm Beach (Floride), est un acteur américain.

## Filmographie
- 1975–1979: Welcome Back, Kotter (série télévisée) : Arnold Horshack
- 1978 : Greatest Heroes of the Bible (feuilleton TV) : Hevet (episode "Tower of Babel")
- 1979 : Skatetown, U.S.A. : Frankey
- 1981 : Laverne and Shirley in the Army (série télévisée) : Sgt. Squealy (voix)
- 1982 : The Mork & Mindy/Laverne & Shirley with the Fonz Show (série télévisée) : Sgt. Squealy (voix)
- 1983 : Rubik, the Amazing Cube (série télévisée) : Rubik (voix)
- 1983 : The Invisible Woman (TV) : Spike Mitchell
- 1984 : Surf II
- 1985 : Doin' Time : Pappion
- 1986 : Jason le mort-vivant (Friday the 13th Part VI: Jason Lives) : Oz Hawes
- 1988 : Committed (en) de Lisa Krueger : Ronnie
- 1989 : Hellgate : Matt
- 1989 : Snake Eater : Torchy
- 1990 : Snake Eater II: The Drug Buster : Torchy
- 1992 : Wind : Tony
- 1968 : On ne vit qu'une fois ("One Life to Live") (série télévisée) : Gary Warren (1994)
- 2004 : The Root of All Evil (vidéo) : Dougie Styles